# Лоран Сімонс
Лоран Сімонс (нід. Laurent Simons) — бельгійський хлопчик-вундеркінд, що у 8 років вступив до університету.
Народився в бельгійському місті Остенде. Деякий час він жив у Бельгії з бабусею і дідусем, поки його батьки працювали в Нідерландах. У початкову школу пішов, коли йому було 4 роки, а в середню — в 6 років. Зараз живе зі своїми батьками в Амстердамі.
Мати хлопчика — голландка, батько — бельгієць. Обидва — лікарі. Лоран має коефіцієнт інтелектуального розвитку в 145 пунктів. Він отримав диплом про закінчення середньої школи одночасно зі своїми 17-річними однокласниками.
Виступаючи по бельгійському радіо, Лоран повідомив, що його улюблений предмет — це математика, яка, за його словами, охоплює величезну сферу — статистику, геометрію, алгебру.
Як розповідає його батько, Лоран в ранньому дитинстві не любив грати з іншими дітьми і не особливо цікавився іграшками.
У 4 роки вступив до початкової школи.
Хлопчик у грудні 2019 року мав закінчити електротехнічний факультет Технічного університету Ейндховена. Він вступив, коли йому було всього 8 років, і збирається завершити трирічну програму навчання за 10 місяців. Лоран Сімонс отримає ступінь бакалавра. До закінчення навчання він повинен завершити свій останній проект — про електронний чип, зв'язаний із мозком.
Але адміністрація університету повідомила батькам, що йому слід здати ще безліч іспитів, запропонувавши відсунути термін закінчення вузу до середини 2020 року. Внаслідок цього Лоран кинув університет.

## Інші вундеркінди
Наразі наймолодшим володарем диплома про вищу освіту вважається американець Майкл Карні, який став випускником університету Алабами в 10-річному віці.